# أنو لمى
أنو لمى (3 أكتوبر 1987 في نيبال - ) هي لاعبة كرة قدم نيبالية في مركز الهجوم. شاركت مع منتخب نيبال لكرة القدم للسيدات. أما مع النوادي، فقد لعبت مع Nepal A.P.F. Club ‏.